# 63 Ausonia
A 63 Ausonia a Naprendszer kisbolygóövében található aszteroida. Annibale de Gasparis fedezte fel 1861. február 10-én.